# 헤일리 베넷
헤일리 베넷(Haley Bennett, 1988년 1월 7일 ~ )은 미국의 배우, 가수이다. 2007년 영화 《그 여자 작사 그 남자 작곡》을 통해 데뷔하여 이름을 알렸으며, 영화 주제곡 "A Way Back Into Love"의 보컬로도 잘 알려져 있다.  그녀는 영국, 스코틀랜드, 아일랜드, 독일, 1/8은 리투아니아, 1/8은 아프리카계 미국인 혈통을 가지고 있으며. 그녀의 외할아버지인 오하이오주 클리블랜드의 버논 맥패든 도르지는 흑인이다.

## 출연작 목록
| 연도 | 제목                               | 원제                          | 배역          | 비고 |
| ---- | ---------------------------------- | ----------------------------- | ------------- | ---- |
| 2007 | 그 여자 작사 그 남자 작곡          | Music and Lyrics              | 코라 코먼     |      |
| 2008 | 칼리지                             | College                       | 켄들          |      |
| 2008 | 소녀괴담: 17살 여고생의 악몽       | The Haunting of Molly Hartley | 몰리 하틀리   |      |
| 2008 | 말리와 나                          | Marley & Me                   | 리사          |      |
| 2009 | 더 홀                              | The Hole                      | 줄리 캠벨     |      |
| 2010 | 카붐                               | Kaboom                        | 스텔라        |      |
| 2010 | 아르카디아 로스트                  | Arcadia Lost                  | 샬럿          |      |
| 2013 | 딥 파우더                          | Deep Powder                   | 너태샤        |      |
| 2014 | 애프터 더 폴                       | After the Fall                | 루비          |      |
| 2014 | 캠퍼스 어택: 크리스티 처결단       | Kristy                        | 저스틴 윌스   |      |
| 2014 | 모스트 바이어런트                  | Lost in the White City        | 에바          |      |
| 2014 | 더 이퀄라이저                      | The Equalizer                 | 맨디          |      |
| 2015 | 하드코어 헨리                      | Hardcore Henry                | 에스텔        |      |
| 2016 | 카인드 오브 머더                   | A Kind of Murder              | 엘리스 브리스 |      |
| 2016 | 매그니피센트 7                     | The Magnificent Seven         | 에마 컬런     |      |
| 2016 | 걸 온 더 트레인                    | The Girl on the Train         | 메건 히프웰   |      |
| 2016 | 그 규칙은 당신에게 적용되지 않아요 | Rules Don't Apply             | 메이미 머피   |      |
| 2017 | 땡큐 포 유어 서비스                | Thank You for Your Service    | 사스키아 슈만 |      |
| 2019 | 스왈로우                           | Swallow                       | 헌터          |      |
| 2019 | 레드 씨 다이빙 리조트              | The Red Sea Diving Resort     | 레이철 라이터 |      |
| 2020 | 악마는 사라지지 않는다             | The Devil All the Time        | 샬럿 러셀     |      |
| 2020 | 힐빌리의 노래                      | Hillbilly Elegy               | 린지          |      |
| 2021 | 시라노                             | Cyrano                        | 록샌          |      |
| 2024 | 보더랜드                           | Borderlands                   | 릴리스 엄마   |      |